# Doctor Dan
Pour plus de détails, voir Fiche technique et Distribution.
Doctor Dan est le pilote d'une série télévisée américaine réalisé par Jackie Cooper qui n'a pas été retenu pour la saison 1971-1972. Il a été diffusé le 22 avril 1974 sur le réseau NBC.

## Synopsis
Dans un lycée, un psychiatre se rend compte qu'il a plus de succès en prodiguant des conseilles après de délinquants juvéniles qu’avec sa propre famille.

## Fiche technique
- Titre original : Doctor Dan
- Réalisation : Jackie Cooper
- Scénario : Ed. Weinberger
- Musique : David Shire
- Production : 
  - Producteur : Bob Finkel
  - Producteur exécutive : Charles F. Engel[1]
- Société(s) de production : Cooper-Finkel Associates, Universal TV
- Société(s) de distribution : NBC
- Pays d'origine :  États-Unis
- Année : 1974
- Langue : anglais
- Format : couleur – 35 mm – 1,33:1 – mono
- Genre : comédie
- Durée : 30 minutes
- Dates de sortie : 22 avril 1972

## Distribution
- Jackie Cooper : Dr Dan Morgan
- Barbara Stuart : Elaine Morgan
- Heather Menzies : Joyce Morgan
- Willie Aames : Adam Morgan
- Robert Reiser : Chris Morgan
- Lee Montgomery[2] : Jimmy Wallace
- Patti Cohoon-Friedman[3] : Lisa
- M. Emmet Walsh : Mr Wallace